# جونا هیل
جونا هیل فلدستاین (انگلیسی: Jonah Hill Feldstein؛ زادهٔ ۲۰ دسامبر ۱۹۸۳) بازیگر و فیلم‌ساز آمریکایی است. او برای نقش‌های کمدی‌اش در فیلم‌هایی مانند خیلی بد (۲۰۰۷)، باردار (۲۰۰۷)، فراموش کردن سارا مارشال (۲۰۰۸)، آدم‌های بامزه (۲۰۰۹)، بیارش گریک (۲۰۱۰)، خیابان جامپ شماره ۲۱ (۲۰۱۲)، این آخرشه (۲۰۱۳) و خیابان جامپ شماره ۲۲ (۲۰۱۴) و همچنین نقش‌های دراماتیکش در مانیبال (۲۰۱۱) و گرگ وال استریت (۲۰۱۳) شناخته شده‌است. او برای مانیبال و گرگ وال استریت نامزد دریافت جایزهٔ اسکار بهترین بازیگر نقش مکمل مرد شده‌است.
هیل در فهرست پردرآمدترین بازیگران مجلهٔ فوربز از ژوئن ۲۰۱۴ تا ژوئن ۲۰۱۵ با ۱۶ میلیون دلار در رتبه ۲۸ قرار گرفت. او در نقش فیلم‌نامه‌های چندین فیلم از جمله خیابان جامپ ۲۱، خیابان جامپ ۲۰۲۲، سوسیس پارتی و چرا او؟ مشارکت داشته‌است. او در سال ۲۰۱۸ در مینی‌سریال کمدی سیاه مجنون از شبکهٔ نتفلیکس ایفای نقش کرد. هیل همچنین صداپیشگی فیلم‌های هورتون صدایی می‌شنود (۲۰۰۸)، ابر ذهن (۲۰۱۰)، فیلم لگو (۲۰۱۴) و فیلم لگو ۲: بخش دوم (۲۰۱۹) را بر عهده داشته‌است.

## زندگی شخصی
هیل در ۲۰ دسامبر ۱۹۸۳ در خانواده‌ای یهودی در لس آنجلس زاده شد. در ۲۰۰۲ وارد کالج بارد شد و بعدها در نیو اسکول و دانشگاه کلرادو بولدر تحصیل کرد. او برادر بزرگتر بنی فلداستین است. این دو برادر بزرگتری هم داشتند که مدیر موسیقی رابین تیک و مارون ۵ بود و در چهل سالگی درگذشت.

## علاقه به اسکورسیزی
هیِل در سال ۲۰۱۳ در فیلمِ کمدی سیاهِ گرگ وال استریت به بازی پرداخت. و برای بازی در این فیلم برای دومین بار نامزد جایزه اسکار شد. وی در گفتگویی با هوارد استرن در ۲۱ ژانویه ۲۰۱۴ گفت که برای بازی در این فیلم فقط ۶۰٬۰۰۰ دلار دریافت کرده‌است. او در همان مصاحبه افزود که در آن برهه به پول اهمیتی نمی‌داده چون برای بازی در یک نقش در یکی از فیلم‌های اسکورسیزی حاضر بوده هر کاری در جهان انجام دهد.

## فیلم‌شناسی
| سال  | نام فیلم                                         | توضیحات        |
| ---- | ------------------------------------------------ | -------------- |
| ۲۰۰۴ | قلب من هاکبی                                     |                |
| ۲۰۰۵ | باکره چهل‌ساله                                    |                |
| ۲۰۰۶ | Grandma's Boy                                    |                |
| ۲۰۰۶ | کلیک                                             |                |
| ۲۰۰۶ | پذیرفته                                          |                |
| ۲۰۰۶ | ۱۰ مورد یا کمتر                                  |                |
| ۲۰۰۷ | Rocket Science                                   |                |
| ۲۰۰۷ | باردار                                           |                |
| ۲۰۰۷ | ایوان قادر مطلق                                  |                |
| ۲۰۰۷ | خیلی بد                                          |                |
| ۲۰۰۷ | Walk Hard: The Dewey Cox Story                   |                |
| ۲۰۰۷ | HJ Train                                         |                |
| ۲۰۰۸ | Strange Wilderness                               |                |
| ۲۰۰۸ | هورتون صدایی می‌شنود                              | صداپیشه        |
| ۲۰۰۸ | فراموش کردن سارا مارشال                          |                |
| ۲۰۰۸ | فقط آب اضافه کنید                                |                |
| ۲۰۰۹ | شب در موزه: نبرد اسمیتسونین                      | تک‌جلوه         |
| ۲۰۰۹ | برونو                                            |                |
| ۲۰۰۹ | آدم‌های بامزه                                     |                |
| ۲۰۰۹ | اختراع دروغ                                      |                |
| ۲۰۱۰ | سایروس                                           |                |
| ۲۰۱۰ | چگونه اژدهای خود را تربیت کنیم                   | صدا            |
| ۲۰۱۰ | بیارش گریک                                       |                |
| ۲۰۱۰ | ابر ذهن                                          | صدا            |
| ۲۰۱۰ | Legend of the Boneknapper Dragon                 | صدا فیلم کوتاه |
| ۲۰۱۱ | مانیبال                                          |                |
| ۲۰۱۱ | Gift of the Night Fury                           | صدا            |
| ۲۰۱۱ | پرستار                                           |                |
| ۲۰۱۲ | خیابان جامپ شماره ۲۱                             |                |
| ۲۰۱۲ | دیدبان                                           |                |
| ۲۰۱۲ | جنگوی زنجیرگسسته                                 | کامئو          |
| ۲۰۱۳ | این آخرشه                                        |                |
| ۲۰۱۳ | گرگ وال استریت                                   |                |
| ۲۰۱۴ | فیلم لگو                                         | صدا            |
| ۲۰۱۴ | چگونه اژدهای خود را تربیت کنیم ۲                 | صدا            |
| ۲۰۱۴ | خیابان جامپ شماره ۲۲                             |                |
| ۲۰۱۵ | داستان واقعی                                     |                |
| ۲۰۱۶ | درود بر سزار!                                    |                |
| ۲۰۱۶ | مهمانی سوسیسی                                    | صدا            |
| ۲۰۱۶ | سگ‌های جنگی                                       |                |
| ۲۰۱۶ | چرا او؟                                          |                |
| ۲۰۱۷ | فیلم لگو بتمن                                    | صدا            |
| ۲۰۱۷ | Batman Is Just Not That Into You                 |                |
| ۲۰۱۸ | نگران نباشید، او با پای پیاده زیاد دور نخواهد شد |                |
| ۲۰۱۸ | Mid90s                                           | [ ۵ ]          |
| ۲۰۱۹ | چگونه اژدهای خود را تربیت کنیم: دنیای پنهان      | صدا            |
| ۲۰۱۹ | فیلم لگو ۲: بخش دوم                              | صدا            |
| ۲۰۱۹ | بطری ساحلی                                       |                |
| ۲۰۱۹ | ریچارد جول                                       |                |
| ۲۰۲۱ | بالا را نگاه نکن                                 |                |
| ۲۰۲۲ | Stutz                                            | مستند          |
| ۲۰۲۲ | This Place Rules                                 | تهیه‌کننده      |
| ۲۰۲۳ | شما مردم                                         |                |

## نامزدی‌ها
- نامزد اسکار بهترین بازیگر نقش مکمل مرد برای بازی در مانیبال
- نامزد اسکار بهترین بازیگر نقش مکمل مرد برای بازی در گرگ وال استریت